# Syringa
Syringa is een geslacht uit de olijffamilie (Oleaceae). De soorten komen voor in bossen en struwelen van Zuidoost-Europa tot in Oost-Azië.

## Soorten
- Syringa emodi Wall. ex Royle
- Syringa josikaea J.Jacq. ex Rchb.f.
- Syringa komarowii C.K.Schneid.
- Syringa oblata Lindl.
- Syringa persica L.
- Syringa pinetorum W.W.Sm.
- Syringa pinnatifolia Hemsl.
- Syringa pubescens Turcz.
- Syringa reticulata (Blume) H.Hara
- Syringa tomentella Bureau & Franch.
- Syringa villosa Vahl
- Syringa vulgaris L. - sering

... · 
Forsythia · 
Fraxinus (Es) · 
Jasminum (Jasmijn) · 
Ligustrum (Liguster) · 
Nyctanthes · 
Olea · 
Osmanthus · 
Picconia · 
Syringa · 
...